# Katarzyna Skowrońska-Dolata
Katarzyna Ewa Skowrońska-Dolata (Varsovia, Polonia, 30 de junio de 1983) es una jugadora profesional de voleibol polaco, juega de posición central y opuesto.

## Palmarés

### Clubes
Campeonato de Polonia:
- 2003
- 2005, 2016

Copa Cev:
- 2007

Liga de Campeones:
- 2008, 2011, 2014

Supercopa de Italia:
- 2008, 2009

Copa de Italia:
- 2009

Campeonato de Italia:
- 2009, 2010

Supercopa de Turquía:
- 2010

Campeonato Mundial de Clubes:
- 2010

Campeonato de Turquía:
- 2015

Campeonato de China:
- 2012
- 2013

Campeonato Asiático de Clubes:
- 2013

Campeonato de Azerbaiyán:
- 2014, 2015

### Selección nacional
Campeonato Europeo Femenino Sub-18:
- 1999

Campeonato Europeo Femenino Sub-20:
- 2000

Campeonato Europeo:
- 2003, 2005

Juegos Europeos:
- 2015

## Premios individuales
- 2007: Mejor anotadora Copa Mundial
- 2008: Mejor anotadora torneo final Liga de Campeones
- 2010: MVP y mejor anotadora Campeonato Mundial de Clubes
- 2012: Mejor anotadora liga china en la temporada 2011/2012
- 2013: Mejor rematador Liga de China en la temporada 2012/2013
- 2014: Mejor bloqueador MVP y mejor anotadora Liga de Azerbaiyán en la temporada 2013/2014